# Eberdingen
Eberdingen ist eine Gemeinde im baden-württembergischen Landkreis Ludwigsburg. Sie gehört zur Region Stuttgart (bis 1992 Region Mittlerer Neckar) und zur Randzone der europäischen Metropolregion Stuttgart. Die Gemeinde besteht seit 1975 aus den ehemals selbständigen Gemeinden Eberdingen, Hochdorf an der Enz und Nussdorf.

## Geographie

### Geographische Lage

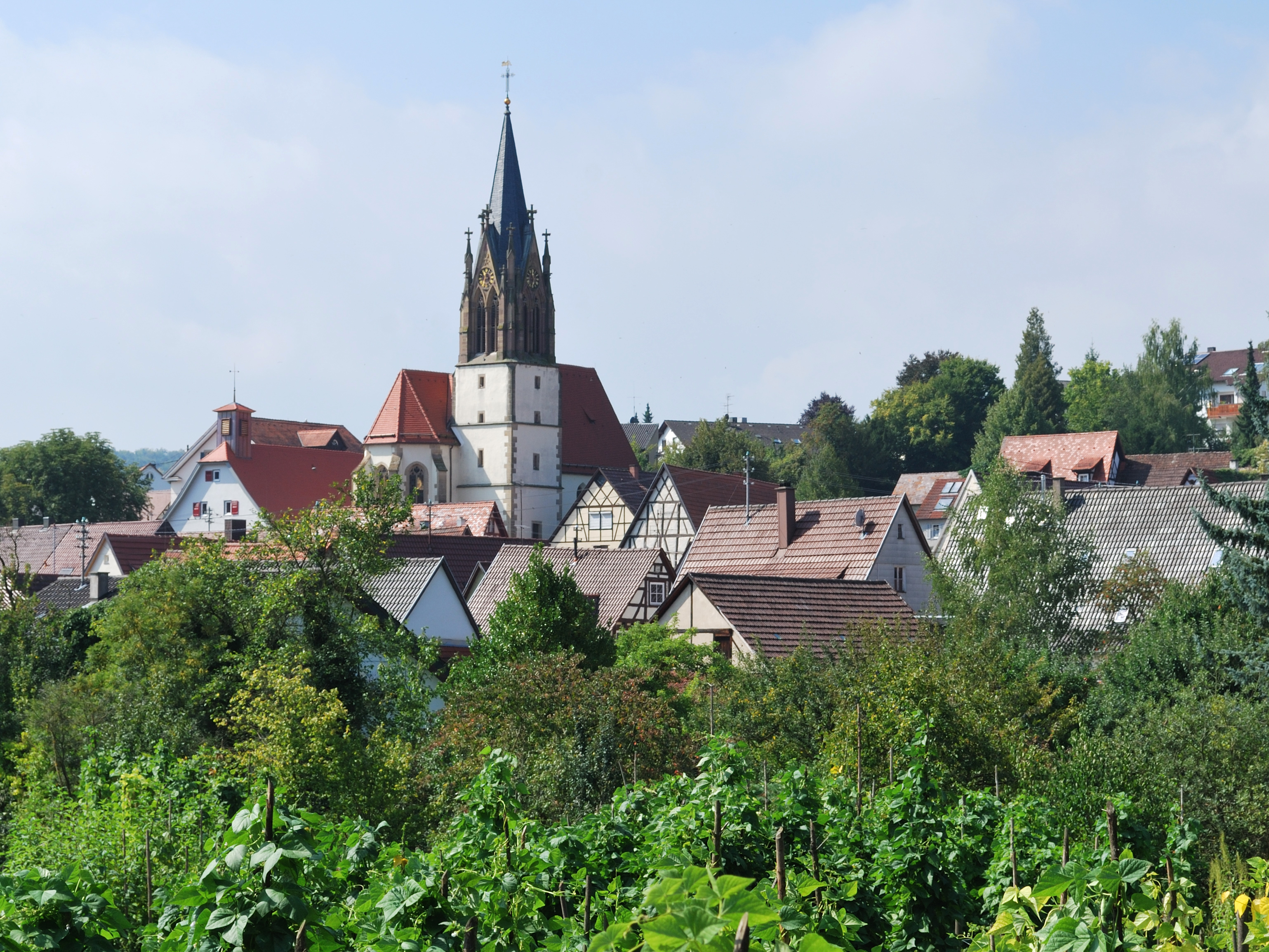
Blick auf Eberdingen mit der Martinskirche

Die Gemeinde liegt im Schnittpunkt zweier Landschaften, dem Strohgäu (Hochdorf/Enz) und dem Heckengäu (Eberdingen und Nussdorf). Der tiefste Punkt des Gemeindegebietes befindet sich mit 245 m ü. NHN ganz im Norden am Kreuzbach, der höchste Punkt wird mit 410,6 m ü. NHN im Gewann Hohscheid nahe Hochdorf an der Enz gemessen.

### Geologie
Durch Eberdingen fließt der Strudelbach, der in Flacht (Gemeinde Weissach) entspringt und in Enzweihingen in die Enz mündet. Hochdorf und Nussdorf liegen auf der vom Strudelbach geteilten, mit Löss bedeckten Hochebene. Als Gesteinsformation herrscht der Muschelkalk vor. In der Gemarkung sind noch Reste alter Steinbrüche zu finden.

### Gemeindegliederung
Die Gemeinde Eberdingen besteht seit dem 1975 erfolgten Zusammenschluss aus den drei Ortsteilen Eberdingen, Hochdorf an der Enz und Nussdorf. Die Ortsteile sind räumlich identisch mit den ehemaligen Gemeinden gleichen Namens. Die offizielle Benennung der Ortsteile erfolgt durch vorangestellten Namen der Gemeinde und mit Bindestrich verbunden nachgestellt der Name der Ortsteile. Zu den Ortsteilen Eberdingen und Hochdorf an der Enz gehören jeweils nur die Dörfer gleichen Namens. Zum Ortsteil Nussdorf gehören das Dorf Nussdorf und die Häuser Sonnenberg und Sorgenmühle.

### Flächenaufteilung
Nach Daten des Statistischen Landesamtes, Stand 2014.

## Geschichte

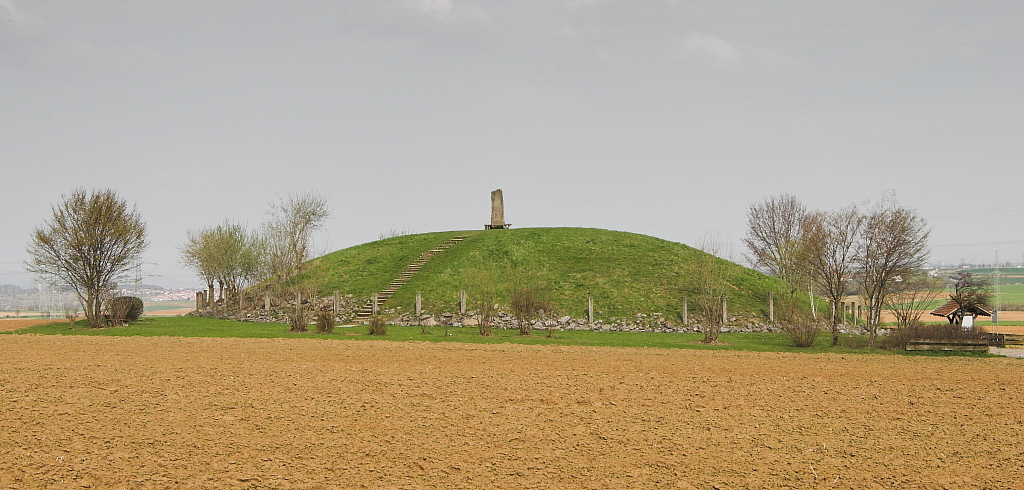
Keltisches Hügelgrab bei Hochdorf

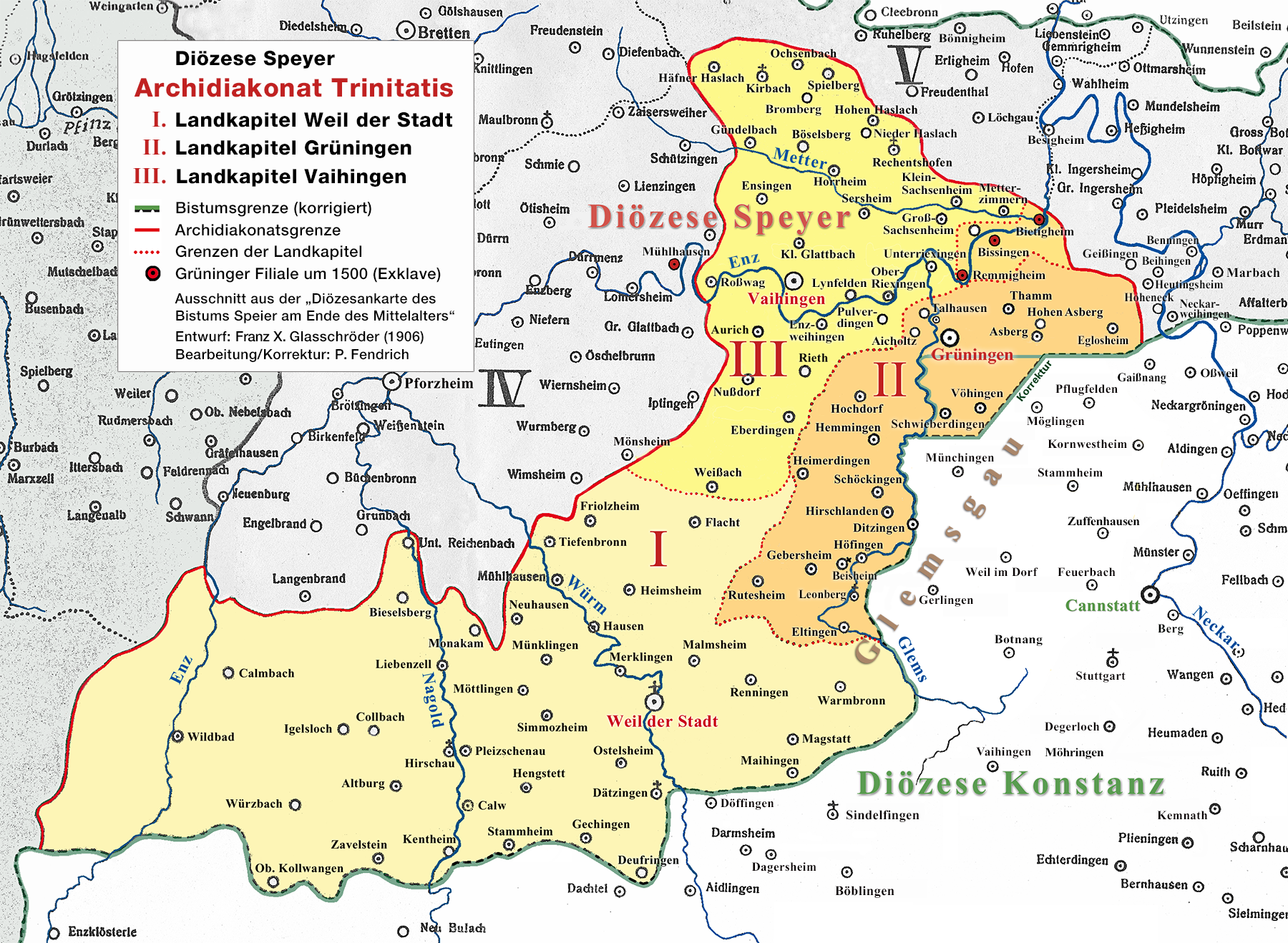
Vaihinger und Grüninger Landkapitel im Speyrer Archidiakonat Trinitatis

### Vorgeschichte
Älteste Besiedlungsspuren finden sich im Ortsteil Hochdorf. Schon im 4. Jahrtausend v. Chr. siedelten sich hier Menschen an. Besonders gut erforscht ist die Besiedlung dieser Gemeinde im Zeitraum 750–450 v. Chr., da in diesen Zeitraum das unausgeraubte hallstattzeitliche Fürstengrab fällt.

### Mittelalter
Um 500 wurde das von Alemannen besiedelte Gebiet der drei Gemeinden fränkisch, christianisiert und dem Bistum Speyer einverleibt. Bei der um 750 vorgenommenen Gliederung Alemanniens in Gaugrafschaften wurden Eberdingen und Nußdorf dem Enzgau und Hochdorf dem Glemsgau zugeordnet. Dementsprechend zählten Eberdingen und Nußdorf bis zur Reformation zum Landkapitel Vaihingen und Hochdorf zum Landkapitel Grüningen der Diözese Speyer (siehe Karte).
Urkundlich erstmals erwähnt wurde Hochdorf vermutlich 779 in einer Urkunde über die Schenkung von Gütern durch den fränkischen Grafen Kunibert an das Kloster Fulda.
Eberdingen und Nußdorf wurden erstmals um 1100 in Urkunden des Klosters Hirsau genannt.

### Frühe Neuzeit

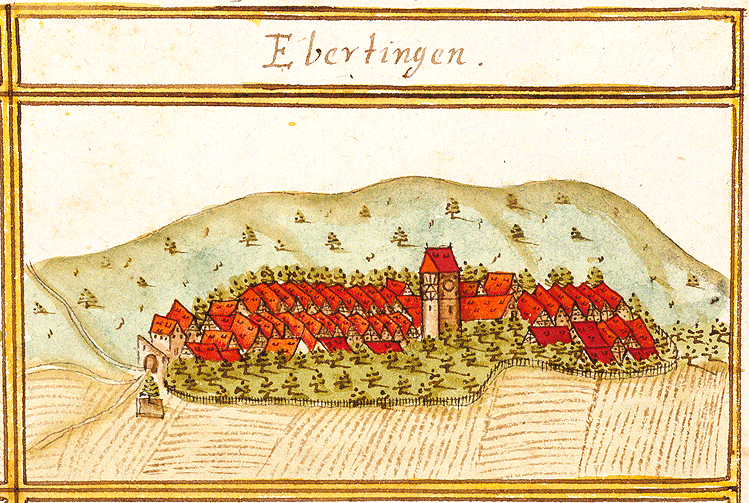
„Ebertingen“ um 1682
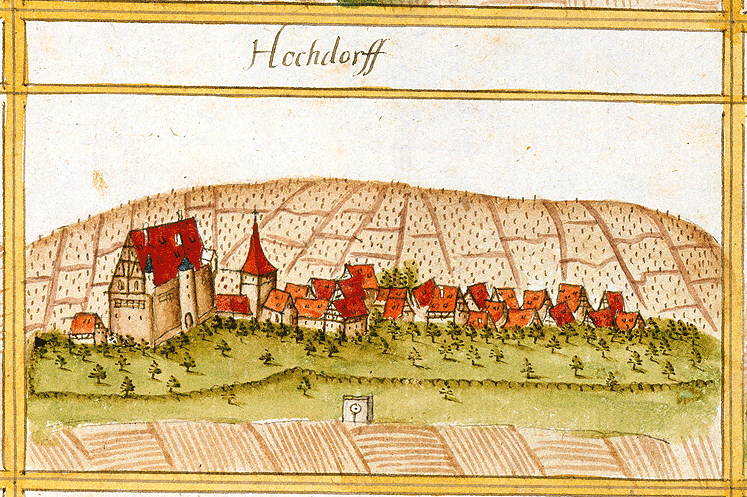
„Hochdorff“ um 1682
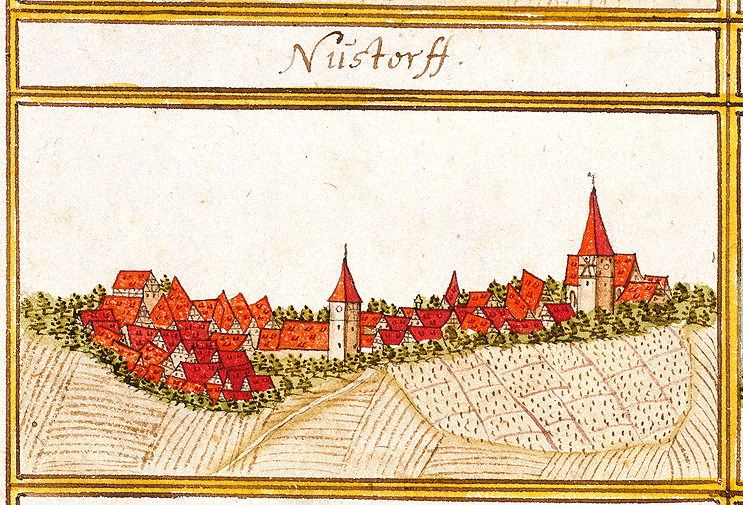
„Nustorff“ um 1682

Nach der Rückkehr Herzog Ulrichs im Jahre 1534 wurde in Eberdingen und Nußdorf die Reformation eingeführt. Durch die Säkularisation des Klosters Hirsau 1534 kamen Eberdingen und Nußdorf 1534 an das Herzogtum Württemberg und wurden dem Amt Vaihingen zugeordnet.
In Hochdorf geschah die Reformation um 1555 nach der Säkularisation des in Hochdorf begüterten Heilig-Geist-Spitals in Grüningen. Vermutlich weil dessen Patriarchenkreuz auf zahlreichen Grenzsteinen auf der Markung zu sehen war, haben es die Hochdorfer wie die Bissinger als Ortswappen übernommen. Als Rechtsnachfolger des Spitals besitzt die Stadt Markgröningen bis heute Waldflächen im Hochdorfer Bonholz.
Teile der Hochdorfer Einwohnerschaft müssen bereits im 16. Jahrhundert württembergische Untertanen gewesen sein, da sie unter der Verwaltung des Amts Grüningen standen.
Im Laufe der Geschichte hat die Hochdorfer Ortsherrschaft mehrmals gewechselt. Die letzten Ortsherren waren die Freiherren von Tessin, die sich nach einer etwa 100 Jahre währenden Herrschaft dem zur Zeit Napoleons gebildeten Königreich Württemberg unterordnen mussten.
Spätestens 1807, nach der endgültigen Auflösung des Oberamts Gröningen, kam auch Hochdorf zum vergrößerten Oberamt Vaihingen.

### 20. Jahrhundert
Die Verwaltungsreform während der NS-Zeit in Württemberg führte 1938 zur Zugehörigkeit zum Landkreis Vaihingen.
Zum Ende des Zweiten Weltkriegs erlebte Nußdorf im April 1945 ein Desaster: Durch massiven Beschuss seitens französischer Truppen wurde das Dorf binnen kürzester Zeit zu drei Vierteln zerstört; zahlreiche Einwohner verloren dabei ihr Leben.
1945 wurden die Orte Bestandteile der Amerikanischen Besatzungszone und gehörten somit zum neu gegründeten Land Württemberg-Baden, das 1952 im jetzigen Bundesland Baden-Württemberg aufging.
1973 erfolgte die Kreisreform in Baden-Württemberg, bei der Eberdingen, Hochdorf und Nußdorf vom aufgelösten Landkreis Vaihingen zum erweiterten Landkreis Ludwigsburg kamen.
Zur Unterscheidung vom gleichnamigen, heutigen Remsecker Ortsteil wurde Hochdorf am 19. Juni 1973 in Hochdorf an der Enz umbenannt (obgleich es nicht an der Enz liegt, sondern auf der Hochfläche südlich davon). Am 15. August 1973 wurde außerdem die Schreibweise des späteren Ortsteils Nußdorf in Nussdorf geändert.

### Gemeindefusion
Die heutige Gemeinde Eberdingen entstand am 20. September 1975 bei der Gemeindegebietsreform in Baden-Württemberg durch die Vereinigung der drei Gemeinden Eberdingen, Hochdorf an der Enz und Nussdorf.

### Einwohnerentwicklung
Einwohnerzahlen nach dem jeweiligen Gebietsstand. Die Zahlen sind Schätzungen, Volkszählungsergebnisse (¹) oder amtliche Fortschreibungen der jeweiligen Statistischen Ämter (nur Hauptwohnsitze).
Seit der Gemeindereform ist die Einwohnerzahl innerhalb von 40 Jahren von 4260 Einwohnern auf 6692 Einwohner angestiegen (+57,1 %). Den größten Zuwachs hatte Hochdorf mit 88,1 % (von 1600 auf 3009) zu verzeichnen, gefolgt von Eberdingen mit 70,4 % (von 1060 auf 1806) und Nußdorf +17,3 % (von 1600 auf 1877).
| Jahr ¹ | Einwohner |
| ------ | --------- |
| 1871   | 2476      |
| 1880   | 2573      |
| 1890   | 2415      |
| 1900   | 2378      |
| 1910   | 2209      |
| 1925   | 2136      |

| Jahr   | Einwohner |
| ------ | --------- |
| 1933 ¹ | 2070      |
| 1939 ¹ | 2000      |
| 1950 ² | 2613      |
| 1956 ¹ | 2674      |
| 1961 ¹ | 2894      |
| 1965 ² | 3300      |

| Jahr ² | Einwohner |
| ------ | --------- |
| 1970   | 3658      |
| 1975   | 4386      |
| 1980   | 5353      |
| 1985   | 5438      |
| 1990   | 6103      |
| 1995   | 6540      |

| Jahr ² | Einwohner |
| ------ | --------- |
| 2000   | 6438      |
| 2005   | 6491      |
| 2010   | 6407      |
| 2015   | 6701      |
| 2020   | 6906      |

¹ jeweils Volkszählung     ² jeweils 31. Dezember

## Religion
Bis zur Reformation gehörten Eberdingen und Nußdorf zum Landkapitel Vaihingen und Hochdorf zum Landkapitel Grüningen im Archidiakonat Trinitatis der Diözese Speyer.
Seit der Reformation ist das Gebiet der heutigen Gemeinde evangelisch geprägt mit dem evangelischen Pfarramt Eberdingen, dem evangelischen Pfarramt Hochdorf-Riet und dem evangelischen Pfarramt Nussdorf.
Die katholischen Einwohner gehören zur Kirchengemeinde St. Paulus in Enzweihingen und bilden zusammen mit St. Antonius in Vaihingen an der Enz eine Seelsorgeeinheit im Dekanat Ludwigsburg.
Im Ortsteil Nussdorf gibt es eine neuapostolische Gemeinde. Die Evangelisch-methodistische Kirche in Nussdorf ist seit längerem geschlossen, zuständige Gemeinde ist jetzt Weissach. In Eberdingen gibt es eine „Freie Christen Aktionsgemeinde e. V.“ und Eberdingen ist zudem Sitz der deutschen Abteilung der Theosophischen Gesellschaft Pasadena.

## Politik

### Bürgermeister
Bürgermeister ist seit März 2023 Carsten Willing. Er wurde am 4. Dezember 2022 mit 65,1 Prozent der Stimmen gewählt. Er folgte Peter Schäfer nach, der von 2000 bis 2023 amtierte.

### Gemeinderat
Dem Gemeinderat gehören neben dem Bürgermeister als Vorsitzendem weitere 18 Mitglieder an. Nach der Kommunalwahl am 9. Juni 2024 setzt sich der Gemeinderat wie folgt zusammen:
| CDU      | 38,1 % | +0,5 % | 7 Sitze | ±0 |
| FWE      | 39,3 % | +3,8 % | 7 Sitze | +1 |
| SPD/GrL1 | 22,6 % | −4,3 % | 4 Sitze | −1 |

1Gemeinsame Wahlliste von SPD und Grüne Liste Eberdingen

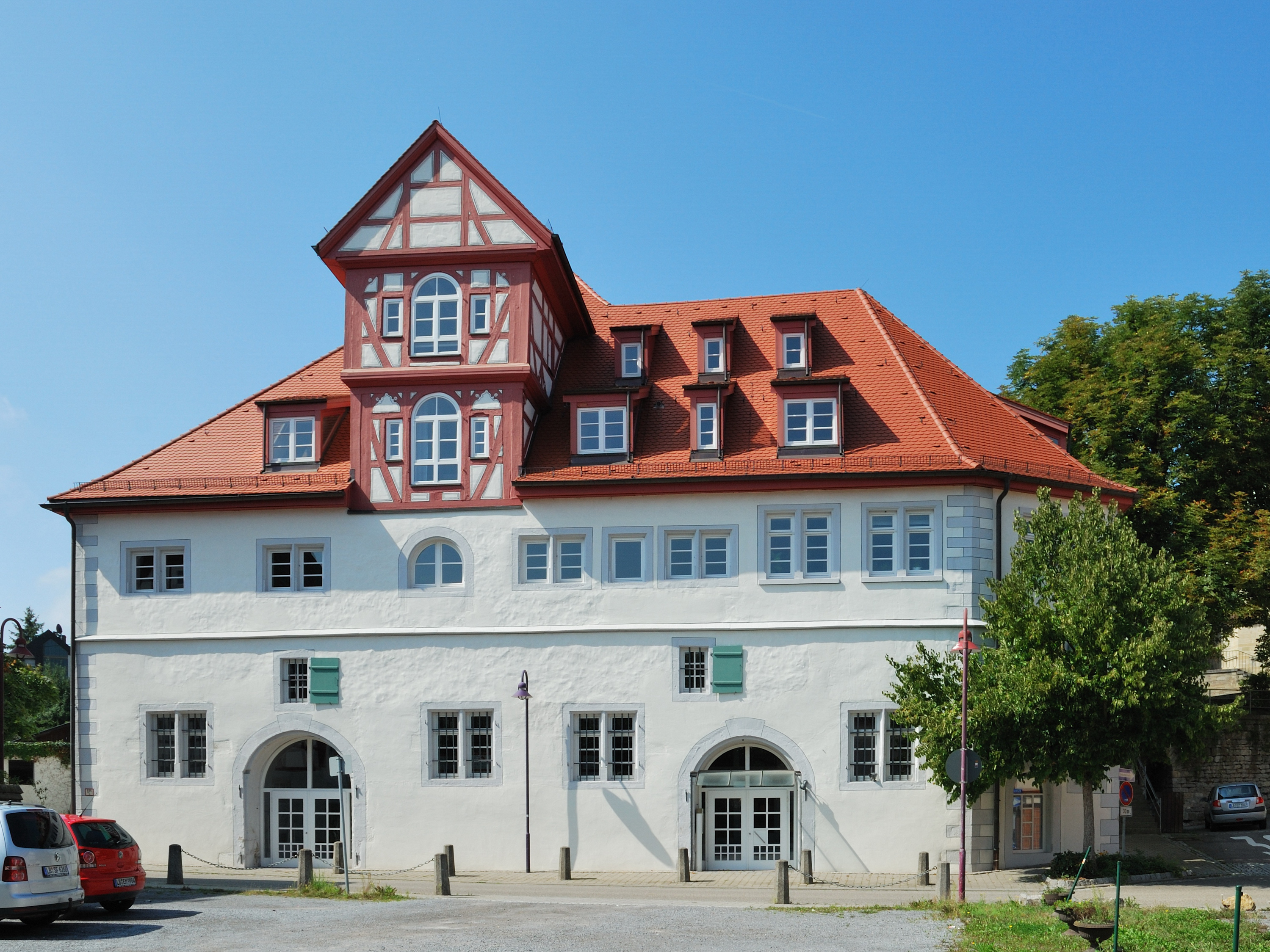
Rathaus Eberdingen
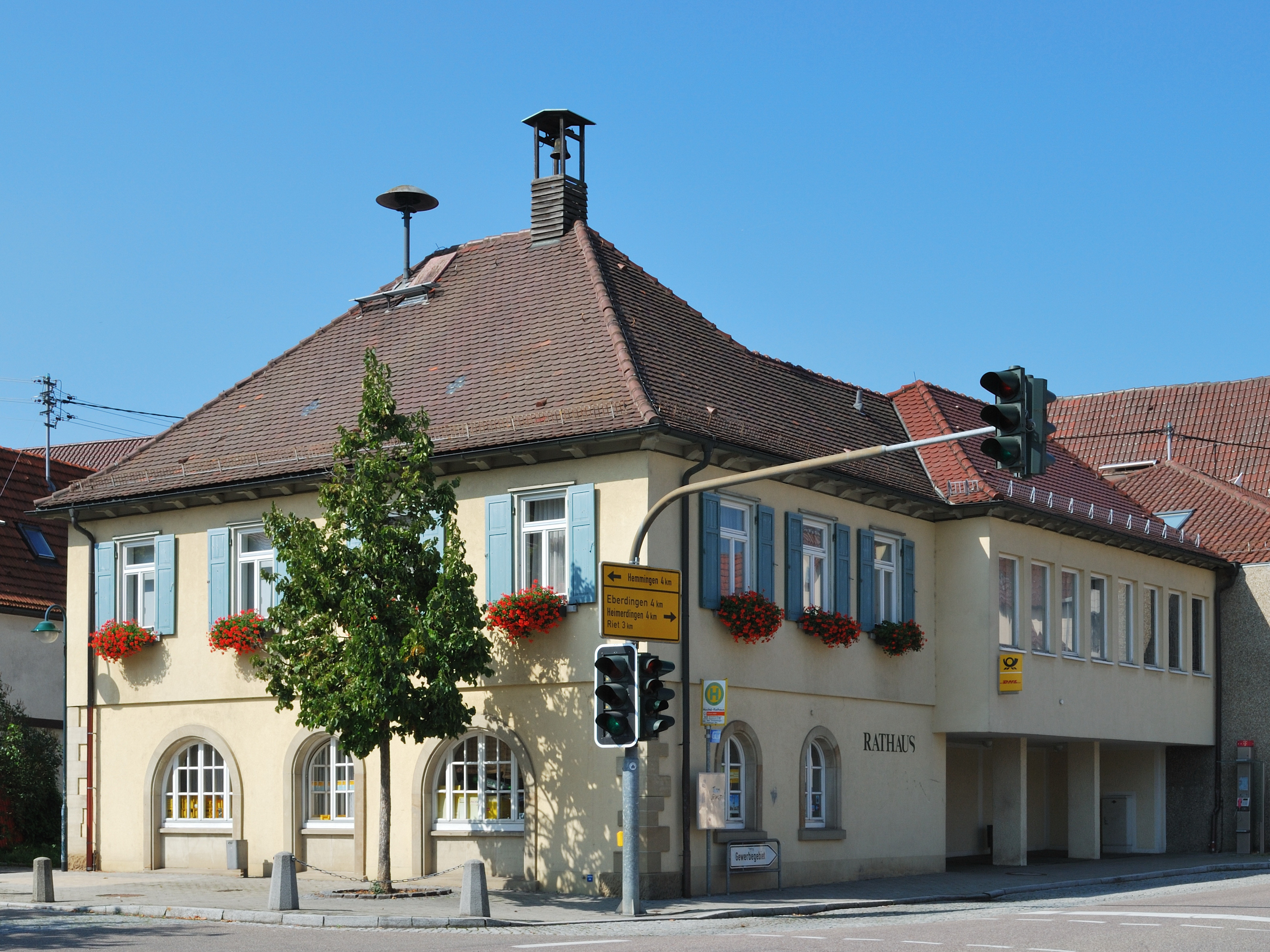
Hochdorfer Rathaus
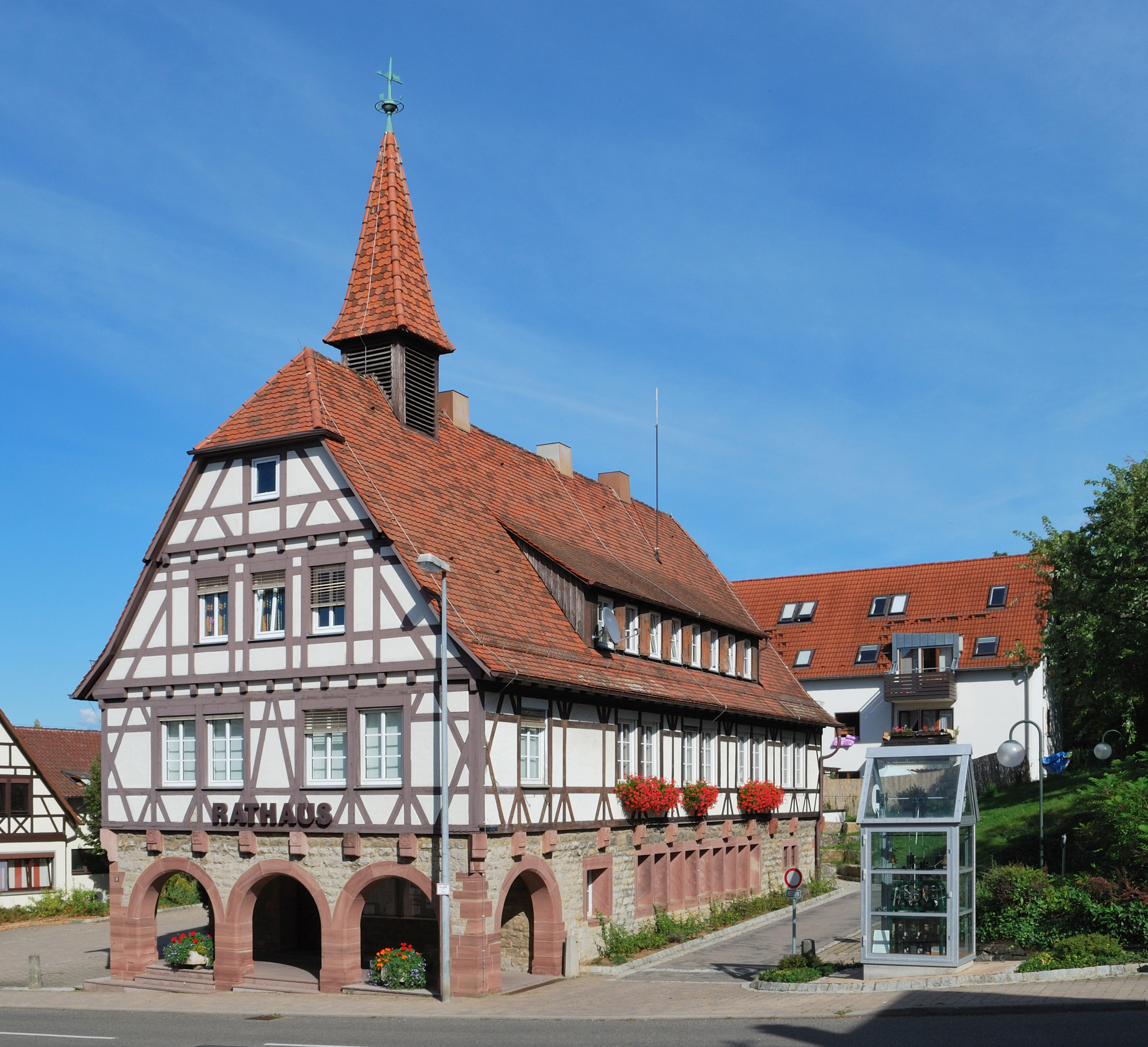
Nussdorfer Rathaus

### Wappen und Flagge
Das Gemeindewappen zeigt in Gold aus den Kuppen eines grünen Dreibergs wachsend drei grüne Rosenzweige (die beiden äußeren schräg gekreuzt), von denen jeder eine fünfblättrige rote Rose mit grünen Kelchblättern trägt. Die Gemeindeflagge ist rot-gelb. Wappen und Flagge wurden der Gemeinde am 10. Mai 1977 verliehen.
Die drei Rosen im Wappen symbolisieren die drei Ortsteile, wobei bereits das alte Eberdinger Gemeindewappen eine Rose enthielt. Die Wappen und Flaggen der drei Vorgängergemeinden waren wie folgt:
- Eberdingen: In Gold eine grüne Traube am grünen Stiel, von dem nach oben links ein grünes Blatt ausgeht; oben rechts eine fünfblättrige rote Rose; zusammen mit einer rot-gelben Flagge am 24. März 1969 verliehen.
- Hochdorf an der Enz: In Gold ein schwarzes Patriarchenkreuz, das wie in Bissingen vom Grüninger Heilig-Geist-Spital stammen dürfte.[16]
- Nussdorf: In Silber ein fünfblättriger grüner Nussbaumzweig. Am 18. Oktober 1962 erhielt der Ort eine grün-weiße Gemeindeflagge.

Gesamtgemeinde
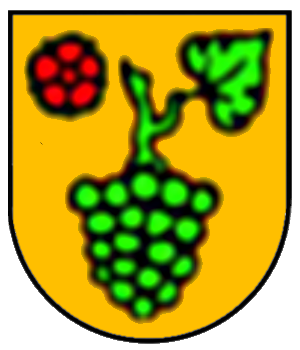
Eberdingen alt
Hochdorf an der Enz
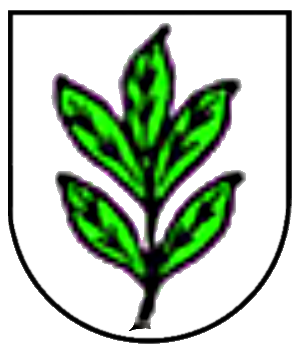
Nussdorf

## Wirtschaft und Infrastruktur
Kunststoff- und Metallbearbeitung sind die wichtigsten Wirtschaftsträger der drei Ortsgemeinden. Der Hauptarbeitgeber beschäftigt fast 400 Mitarbeiter.

### Verkehr
Die nächstgelegene IC/IRE/ICE-Station ist in Vaihingen an der Enz (zehn Kilometer); der nächste Lokalbahnhof in Hemmingen (sechs Kilometer). Eberdingen ist eingebunden in den Verkehrs- und Tarifverbund Stuttgart (VVS) unter anderem mit Busverbindungen nach Stuttgart-Feuerbach und Vaihingen an der Enz.

### Bildung
Die Gemeinde Eberdingen ist Träger einer Grundschule, die sich auf die Standorte Hochdorf (Schillerschule) und Nussdorf (Karl-Ehmann-Schule) verteilt. Die ehemalige Hauptschule bzw. Werkrealschule wurde aufgehoben. Außerdem gibt es Kindergärten.

### Ver- und Entsorgung
Das Strom- und Gasnetz in der Gemeinde wird von der EnBW Regional AG betrieben.
Der Ortsteil Eberdingen bezieht 55 % Eigenwasser und 45 % Fremdwasser von der Strohgäu-Wasserversorgung. Der Ortsteil Hochdorf an der Enz bezieht 100 % Fremdwasser von der Strohgäu-Wasserversorgung. Der Ortsteil Nussdorf bezieht 40 % Eigenwasser und 60 % Fremdwasser von der Bodensee-Wasserversorgung.
Die Abfallentsorgung wird von der Abfallverwertungsgesellschaft des Landkreises Ludwigsburg mbH (AVL) übernommen, einer 100%igen Tochtergesellschaft des Landkreises Ludwigsburg. Die AVL ist beauftragt, die Aufgaben zur Vermeidung, Verwertung und Beseitigung von Abfällen im Auftrag des Landkreises Ludwigsburg zu erfüllen.

## Kultur und Sehenswürdigkeiten

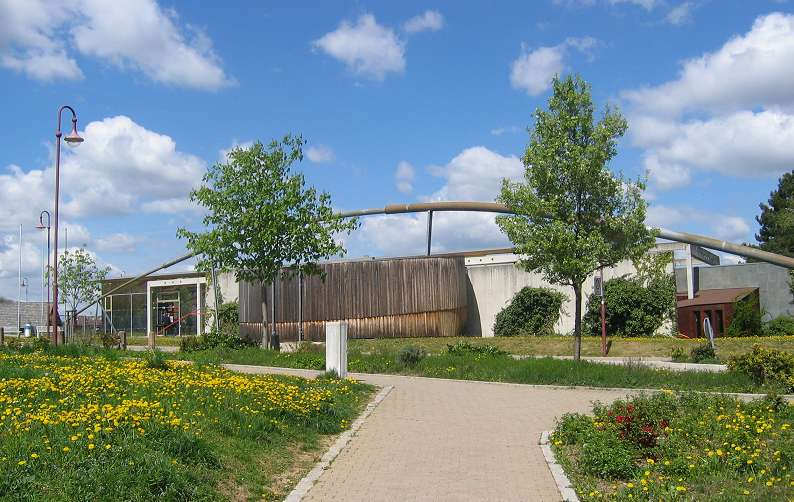
Keltenmuseum in Hochdorf

### Museen
Das bekannteste Kulturgut ist das Keltenmuseum Hochdorf. Nach der Entdeckung des Fürstengrabhügels 1977 wurde in Hochdorf an der Enz dieses Museum errichtet.
Im Ortsteil Hochdorf befindet sich noch die Galerie im Kunsthof und die Schlossgalerie Kastenscheuer.
Sehenswert ist auch die Sammlung Alison & Peter W. Klein im Ortsteil Nussdorf mit ca. 1500 Werken zeitgenössischer Kunst seit den 1980er Jahren.

### Theater
Seit 2007 findet im Juli und im August auf dem Hof hinter dem Neuen Rathaus das Eberdinger Sommertheater statt. Der Verein „Eberdinger Sommertheater e. V.“ betreibt seit 2017 auch das Theater in der Nussschale im Ortsteil Nussdorf.

### Gebäude
Sehenswert ist die spätgotische Pfarrkirche (Martinskirche) im Ortsteil Eberdingen. Im Ortsteil Nussdorf sind es die Kirche zum Heiligen Kreuz aus dem 13. Jahrhundert, das Schloss Nußdorf der Herren von Reischach und das alte Nussdorfer Rathaus.

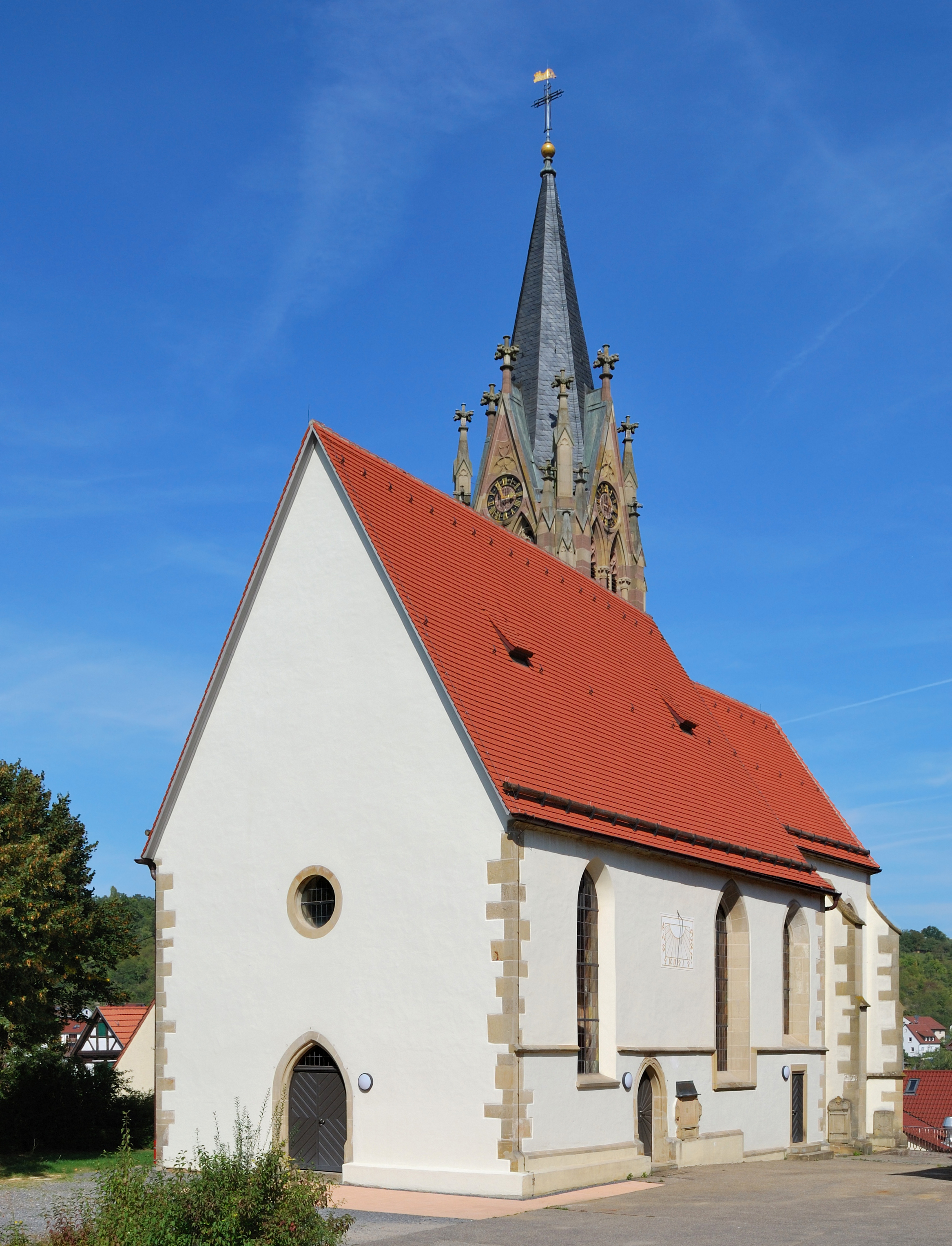
Martinskirche Eberdingen
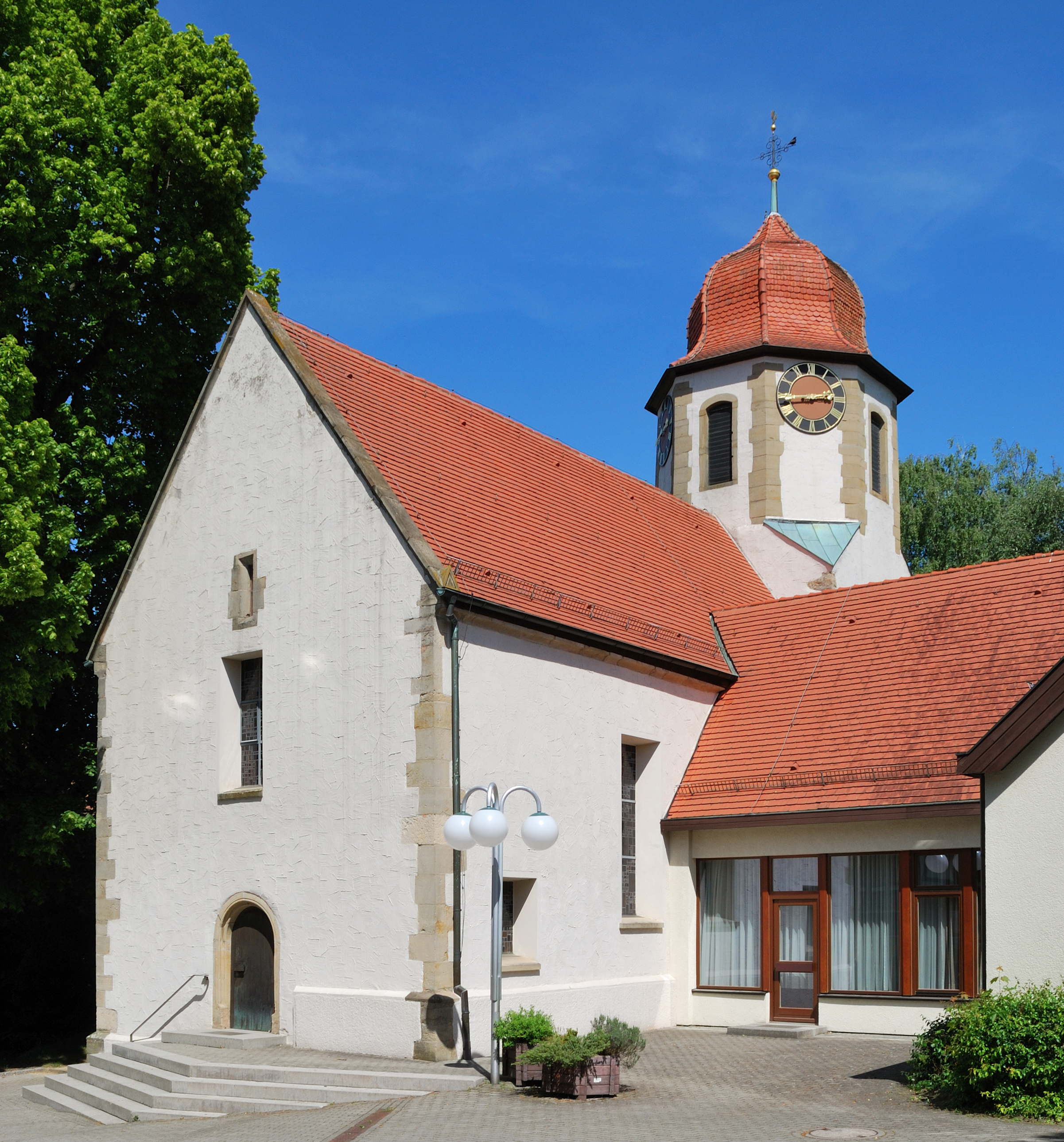
Michaelskirche in Hochdorf
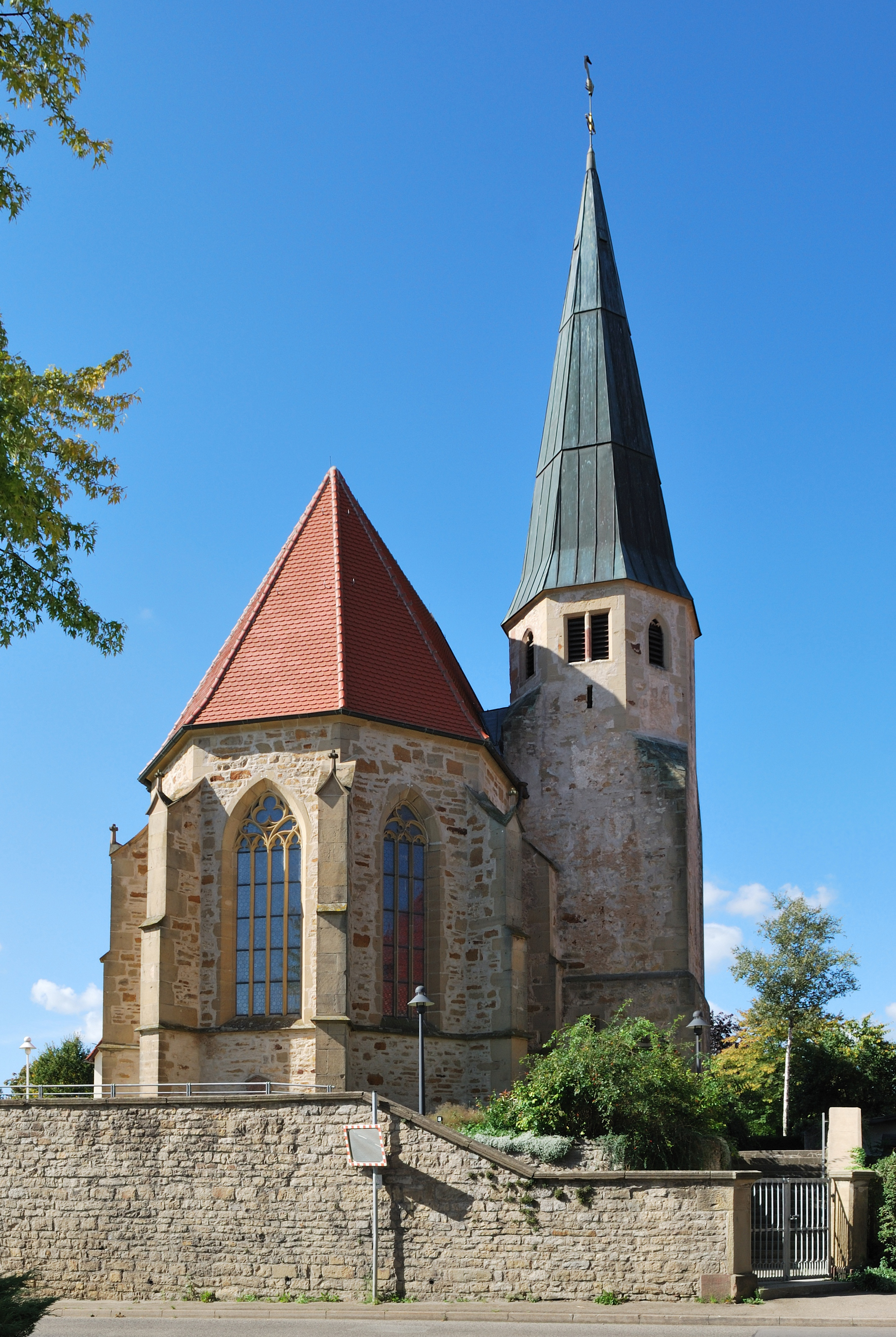
Heilig-Kreuz-Kirche, Nussdorf
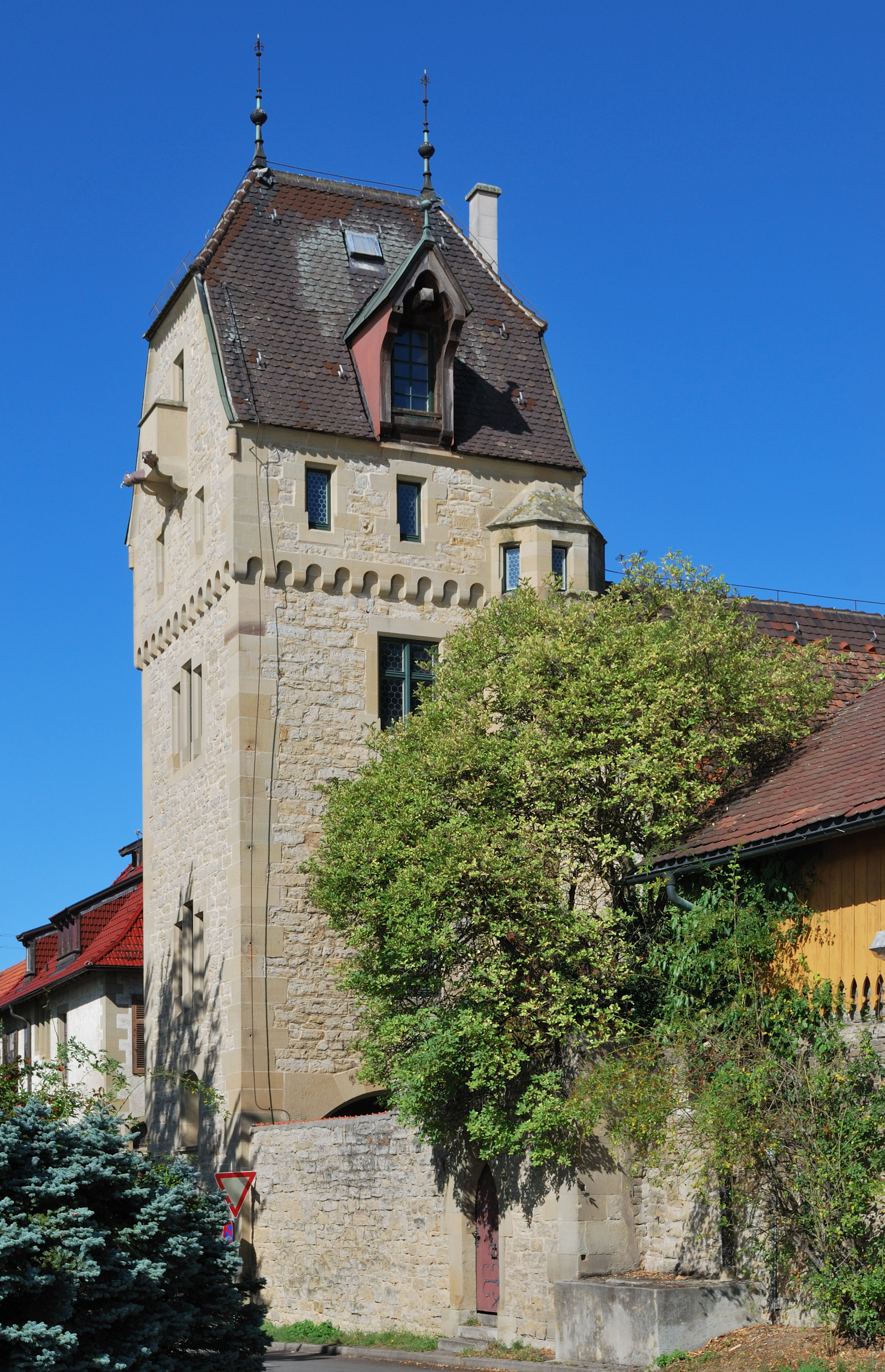
Schloss in Nussdorf

## Söhne und Töchter der Gemeinde
- Carl Friedrich von Haas (1794–1884), geboren in Hochdorf, württembergischer Oberamtmann
- Erwin Burger (1877–1950), geboren in Nussdorf, württembergischer Oberamtmann und Landrat
- Eugen Gaessler (1897–1984), geboren in Hochdorf, deutscher Mediziner
- Albert Flattich (1899–1970), geboren in Nussdorf, Politiker (FDP/DVP)